# 한국축산식품학회
한국축산식품학회(韓國畜産食品學會, Korean Society for Food Science of Animal Resources)는 축산식품을 중심으로한 동물자원의 이용에 관한 기초 및 응용연구를 촉진하고 관련된 이론과 기술을 보급함으로써 이분야 학문과 산업기술의 발전에 기여함을 목적으로 2008년 3월 10일 설립된 대한민국 농림수산식품부 소관의 사단법인이다. 사무실은 서울특별시 강남구 테헤란로7길 22, 본관 614호 (역삼동, 과학기술회관)에 있다.

## 연혁
- 1978년 10월 7일 : 한국식육연구회 창립
- 1993년 8월 1일 : '한국식육연구회'에서 '한국축산식품학회'로 명칭 변경

## 주요 사업
- 학술발표회, 강연회 및 강습회의 개최
- 학회지, 기타 도서 및 기술자료의 발간 및 배부
- 축산식품과학 및 관련분야의 학계, 산업계 그리고 국제간의 학술, 기술 및 정보교류
- 연구, 기술 및 교육의 장려와 우수업적의 시상
- 기타 이 회의 목적달성을 위한 제 위원회 구성 및 필요한 사업